# Jordanoleiopus conradti
Jordanoleiopus conradti es una especie de escarabajo longicornio del género Jordanoleiopus, tribu Acanthocinini, familia Cerambycidae. Fue descrita científicamente por Aurivillius en 1907.

## Distribución
Se distribuye por Camerún y Gabón.

## Descripción
La especie mide 4-5 milímetros de longitud.